# 이항식
이항(二項) 또는 이항식(二項式)은 두 단항식의 합인 다항식을 말하는 것이기 때문에, 하나의  항(또는 변수)에 대한 다른 항(또는 변수)은 적당한 상수 a, b 및 서로 다른 자연수 m, n을 이용하여
{\displaystyle ax^{m}-bx^{n}}
의 형태로 쓸 수있다. 로랑 다항식이라는 맥락에서, 로랑 이항은 형태상으로는 단순히 이항식과 같겠지만, 지수 m, n이 음수가되는 것이 허락되는 것으로 정의된다.
한편 더 일반적으로 다변량 이항은
{\displaystyle ax_{1}^{n_{1}}\dotsb x_{i}^{n_{i}}-bx_{1}^{m_{1}}\dotsb x_{j}^{m_{j}}}
의 형태로 쓸 수있다.

## 예
- {\displaystyle a+b\quad }
- {\displaystyle x+3\quad }
- {\displaystyle {x \over 2}+{x^{2} \over 2}}
- {\displaystyle vt-{1 \over 2}gt^{2}}
- {\displaystyle 3x-2x^{2}}
- {\displaystyle xy+yx^{2}}
- {\displaystyle 0.9x^{3}+\pi y^{2}}

## 같이 보기
- 이항정리
- 이항 방정식